# شهرستان دباکا (نیومکزیکو)
شهرستان دباکا، نیومکزیکو (به انگلیسی: De Baca County) یک شهرستان‌های نیومکزیکو در ایالات متحده آمریکا است که در نیومکزیکو واقع شده‌است.

## خصوصیات
شهرستان دباکا ۶٬۰۴۵٫۰۷ کیلومترمربع مساحت دارد.